# Petkim Spor Kulübü
Il Petkim Spor Kulübü, noto anche come Socar Petkimspor, è un club di pallacanestro turco con sede a Smirne. Milita nella Basketbol Süper Ligi. Il club è stato fondato nel 2013 dall'azienda petrolchimica Petkim ed è sponsorizzato dalla SOCAR, una società produttrice di petrolio e gas naturale dell'Azerbaigian.

## Roster 2021-2022
Aggiornato al 2 dicembre 2021.
|    | Naz.                   | Ruolo | Sportivo              | Anno | Alt. | Peso |  |
| -- | ---------------------- | ----- | --------------------- | ---- | ---- | ---- |  |
| 0  | Turchia (bandiera)     | G     | Sinan Sağlam          | 1998 | 198  | 88   |  |
| 2  | Turchia (bandiera)     | G     | Boran Güler           | 2001 | 198  |      |  |
| 3  | Stati Uniti (bandiera) | P     | Justin Wright-Foreman | 1997 | 188  | 86   |  |
| 4  | Turchia (bandiera)     | P     | Ömer Küçük            | 2001 | 188  | 75   |  |
| 5  | Stati Uniti (bandiera) | G     | Daniel Hamilton       | 1995 | 201  | 88   |  |
| 6  | Croazia (bandiera)     | C     | Darko Planinić        | 1990 | 211  | 113  |  |
| 8  | Turchia (bandiera)     | G     | Yiğit Karalar         | 2003 | 194  | 85   |  |
| 9  | Stati Uniti (bandiera) | AG    | Malcolm Thomas        | 1988 | 206  | 102  |  |
| 12 | Turchia (bandiera)     | C     | Metehan Akyel         | 1996 | 206  | 78   |  |
| 13 | Turchia (bandiera)     | G     | Doğukan Şanlı         | 1995 | 193  | 86   |  |
| 14 | Porto Rico (bandiera)  | P     | Gary Browne           | 1993 | 185  | 88   |  |
| 15 | Turchia (bandiera)     | G     | Erolcan Çinko         | 1990 | 188  | 81   |  |
| 21 | Turchia (bandiera)     | AG    | Nusret Yıldırım       | 1989 | 203  | 105  |  |
| 23 | Stati Uniti (bandiera) | AG    | Peyton Aldridge       | 1995 | 203  | 102  |  |
| 35 | Francia (bandiera)     | C     | Murat Kozan           | 1993 | 206  |      |  |
|    | Stati Uniti (bandiera) | G     | Sean Armand           | 1991 | 193  | 91   |  |
|    | Turchia (bandiera)     | AG    | Hakan Sayılı          | 2000 | 203  | 95   |  |

### Staff tecnico
| Allenatore: | Can Sevim   |
| Assistente: | Tolga Başer |